# Pietro Carlo
Pietro Carlo foi um prelado católico romano que serviu como bispo de Caorle de 1470 a 1513.

## Biografia
No dia 12 de Julho de 1470, Pietro Carlo foi nomeado durante o papado de Paulo II como Bispo de Caorle, onde serviu até à sua renúncia em 1513.